# Clarke Dermody
Clarke Dermody (* 22. April 1980 in Invercargill, Neuseeland) ist ein neuseeländischer Rugby-Union-Spieler. Er spielt als Pfeiler. Er wurde zum ersten Mal im Jahr 2006 für die All Blacks für die Länderspielserie gegen Irland und Argentinien nominiert.
Dermody hat 31 Spiele für die Highlanders in der Super 14 und 69 Spiele für Southland im National Provincial Championship absolviert. Seine beiden ersten Länderspiele waren gegen Irland während der Juni-Testspiele.
Er wurde in Invercargill, Neuseeland geboren und ging auf die Southland Boys’ High School. Er spielte für Woodlands in der Invercargill Premier Competition.
2007 erklärte er, dass er einen 2½-Jahresvertrag mit dem englischen Verein London Irish unterzeichnet hat, der nach der Rugby-WM 2007 im November in Kraft trat. Er war einer von vielen neuseeländischen Spielern, die nach der Weltmeisterschaft nach Europa gingen.
Am 18. Mai 2007 verpasste Dermody die Nominierung für den WM-Kader der All Blacks, jedoch wurde er in die Junior All Blacks für den Pacific Nations Cup berufen.